# ドラゴン (対戦車ミサイル)

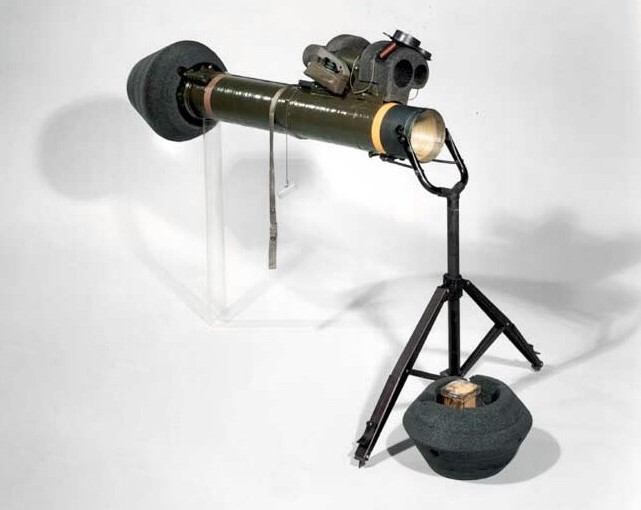
M47 ドラゴンの発射装置一式

M47 ドラゴン（M47 Dragon）は、M67 90mm無反動砲の後継としてアメリカ陸軍が採用した歩兵携行式の対戦車ミサイルである。マクドネル・ダグラス（現：ボーイング）社が開発し、1973年から運用が開始された。開発名称はFGM-77。

## 運用
原則として、歩兵部隊に配備されている。M2ブラッドレー歩兵戦闘車4両で構成されている機械化歩兵小隊においては、各車両に1名ずつM47を扱う対戦車特技兵が乗車している。
運用国は多く、アメリカ陸軍・海兵隊のほか、多くの国で使用されている。
供与国の1つであったイランでは、イラン革命およびアメリカと断交後にサーエゲという名前でコピー生産が行われている。イラン陸軍や革命防衛隊で使用されているほか、イランの影響力が強いレバノンのヒズボラにも供与されているとみられる。

### 現用
- イラン - 2024年時点で、イラン陸軍がサーエゲ1、サーエゲ2を保有[1]。
- モロッコ - 2024年時点で、モロッコ陸軍がM47を保有[2]。

## 性能
- 全長（飛翔体）：115cm
- 重量（発射器込）：14.6kg
- 射程：約1,000m
- 誘導方式：光学照準・有線誘導式SACLOS

## 特徴

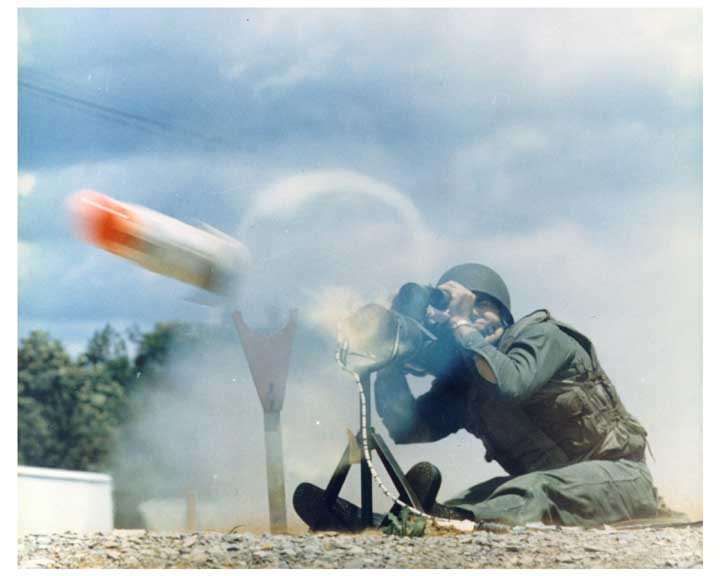
発射されるM47 ドラゴン

M47は、その推進方式にほかのミサイルには見られない独特な方式を持っている。推進用ロケットは、ミサイルの後方ではなく側面にゴルフボール大のものが5列12個（60個）配置され、これが1列ずつ発火し、ミサイルは目標に向かって飛翔する。この方式は発射炎が小さく、射手へ発射炎がかかることを防ぐことができる。ミサイルの進路修正能力は高いが、構造上、長射程は望めない。
射手は、独特の座った姿勢でミサイルを発射する。また、ランチャー自体は使い捨てだが、照準器はランチャーより取り外し、再利用する構造となっている。
順次改良が進められており、1985年からはドラゴンII、1990年にはスーパードラゴンとなり、最大射程は1,500mとなっている。20年以上にわたり使用されてきたが、現在は後継のFGM-148 ジャベリンへの交代が進んでいる。

## 登場作品

### ゲーム
『Wargame Red Dragon』
NATO陣営のアメリカ軍デッキで使用可能な対戦車兵器としてドラゴンIIとスーパードラゴンが登場する。
『メタルギアシリーズ』
『MGSPW』
設計図を入手する事で装備品として開発できる。
『MGSV』
「CGM 25」という名称で登場。実物と違い4つ（開発を進めると8つ）の目標を捕捉・攻撃できる。何故かエピソード9ではソ連軍の輸送トラックが運んでいる。